# Гайнц Штайн
Гайнц Штайн (нім. Heinz Stein; 21 серпня 1913, Магдебург — 13 лютого 1943, Атлантичний океан) — німецький офіцер-підводник, капітан-лейтенант крігсмаріне.

## Біографія
В січні 1937 року вступив на флот. З грудня 1939 року — 2-й вахтовий офіцер на підводному човні U-24. З травня 1940 року — 1-й вахтовий офіцер на U-8 (5-9 червня 1940 року виконував обов'язки командира човна), з липня 1849 року — на U-139. З жовтня 1940 року — 2-й вахтовий офіцер на U-98. З квітня 1941 року — вахтовий офіцер на U-554. З 26 червня 1941 по березень 1942 року — командир U-554, з 30 квітня 1942 року — U-620, на якому здійснив 2 походи (разом 121 день в морі). 11 січня 1943 року потопив британський тепловий танкер British Dominion водотоннажністю 6983 тонн, який перевозив 9000 тонн авіаційного пального; 38 з 53 членів екіпажу загинули. 13 лютого 1943 року U-620 був потоплений в Північній Атлантиці північно-західніше Лісабона (39°18′ пн. ш. 11°17′ зх. д.) глибинними бомбами британського летючого човна «Каталіна». Всі 47 члени екіпажу загинули.

## Звання
- Фенріх-цур-зее (14 травня 1937)
- Лейтенант-цур-зее (1 жовтня 1938)
- Оберлейтенант-цур-зее (1 жовтня 1940)
- Капітан-лейтенант (1 лютого 1943)